# Jan Urban Jarník

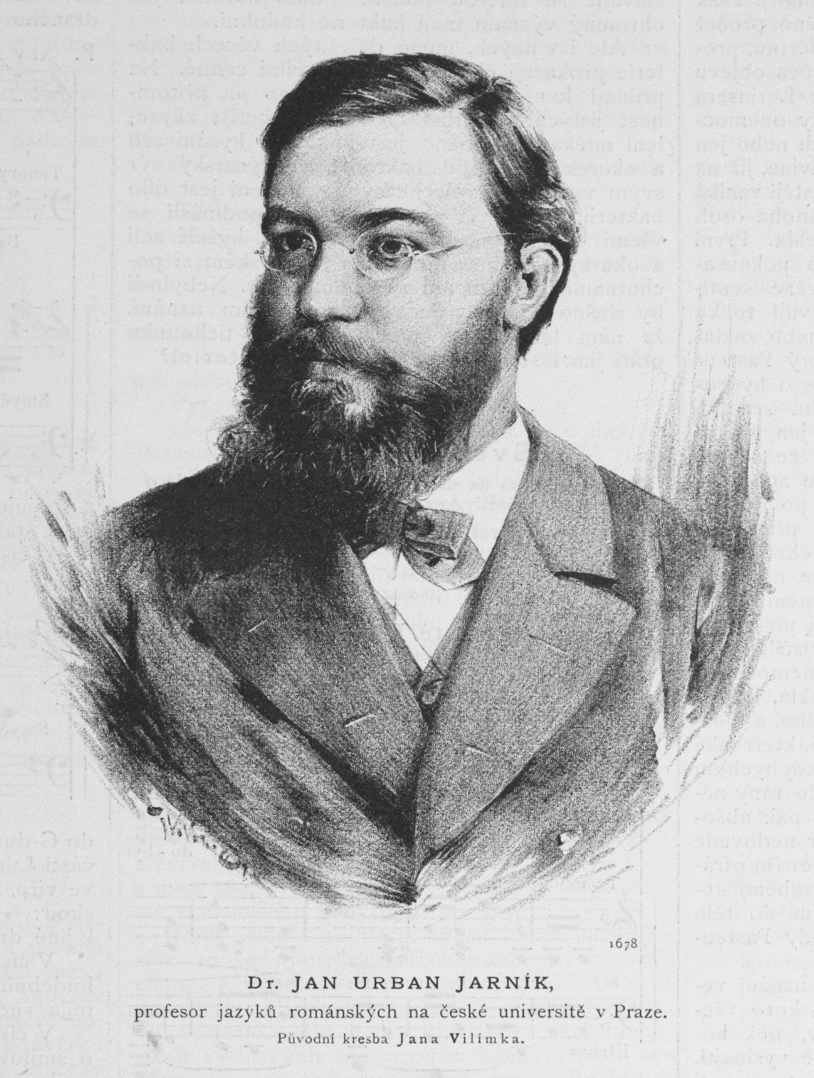
Jan Urban Jarník (1886)

Jan Urban Jarník (* 25. Mai 1848 in Pottenstein; † 12. Januar 1923 in Prag) war ein tschechischer Philologe, Übersetzer und Romanist.

## Leben
Jan Urban Jarník gehörte zur Gründergeneration der böhmischen Romanistik. Er forschte über die ethnische Zusammensetzung und die Geschichte Siebenbürgens. Dies geschah in einer Zeit, als auch viele Tschechen auf der Suche nach Erwerbsmöglichkeiten, Böhmen verließen und in Siebenbürgen ihre neue Heimat suchten. Während seines Studiums in Wien richtete er sein Augenmerk auf zwei Sprachen. Zum einen war es Sanskrit, zum zweiten vergleichende Linguistik romanischer Sprachen. Nach der Beendigung des Studiums und einem Aufenthalt in Paris nahm er die Stelle eines Mittelschule-Professors in Leopoldov an, wobei er sich weiterhin intensiv den romanischen Sprachen widmete.
Nach der Trennung der Universität 1882 wurde er nach Prag berufen und arbeitete zunächst als außerordentlicher, ab 1888 als ordentlicher Professor der Romanistik. Er besuchte öfters Siebenbürgen und führte dort nicht nur sprachliche, sondern auch historische Forschungen durch. Später erweiterte sich sein Interesse auch auf die ethnische Minderheit, die Albaner. Er veröffentlichte in Rumänien Volkslieder und Gedichte, übersetzte ins Rumänische Werke tschechischer Schriftsteller und schrieb in tschechischen Zeitschriften über Rumänen und seine Erlebnisse.
Während des Ersten Weltkrieges machte er sich einen Namen als Pfleger rumänischer Soldaten. Von den Rumänen war er geschätzt und wurde von ihnen als ihresgleichen gesehen. Später wurde er zum Ehrenmitglied der Rumänischen Akademie der Wissenschaften in Bukarest ernannt.

## Schriften
- Beitrag zur Phraseologie von da im Rumänischen,  Wien & Leipzig, 1898
- Dve verse starofrancouzske legendy o sv. Katerine Alexandrinské C. Akad., 1894
- Neuer vollständiger Index zu Diez’ etymologischem Wörterbuche der romanischen Sprachen : mit Berücksichtigung von Schelers Anhang zur fünften Auflage, Heilbronn : Henninger, 1889